# Буревестник (мультфильм)
«Буреве́стник» — российский короткометражный рисованный мультфильм 2004 года, комедия. Режиссёр — Алексей Туркус («Аргус интернейшнл»).

## Сюжет
В школе идёт урок литературы. Строгая учительница собирается вызвать кого-нибудь к доске, чего ужасно боятся все ученики. Во время урока один за другим являются опоздавшие ученики, которые называют одну и ту же причину: "Трамвай сломался".
Ученик Федотов издаёт писк губами. Учительница пытается выяснить, кто это сделал. Атмосфера в классе теперь настолько страшная, что один из школьников падает в обморок. Лизунова выдаёт одноклассника, и учительница просит Федотова выйти из класса, после чего вызывает отличницу к доске.
Лизунова эмоционально читает "Песню о буревестнике", и всё происходящее в этом произведении воплощается в жизнь: буревестник, тучи, буря, море, пингвин. Учительница несколько раз прерывает Лизунову требованием к Федотову выйти из класса. Федотов выражает своё непонимание каждого такого требования. Природная стихия разрушает всё в классе, а учительницу с одноклассниками уносит в открытое море, где происходят невероятные вещи: ученики путешествуют на трамвае, который ломается; буревестник, которого учительница принимает за Федотова, борется с тучами и грозой. И всё это творится под чтение отличницей стихотворения.
Звенит школьный звонок. Все возвращаются в разрушенный класс. Течение уносит в коридор всех учеников, кроме Лизуновой, которой учительница ставит пятëрку. Затем она вновь обращается к Федотову с очередным намерением выгнать из класса и вызвать родителей. Но вместо него появляется Пушкин, который недоумевает от этого требования пуще Федотова. Тут в класс заявляется Горький и показывает сломанный игрушечный трамвай. Пушкин начинает дразнить опоздавшего Горького, и тот кидается с ним в драку. Учительница выгоняет их обоих, и литераторы в ужасе улетают, словно насекомые.

## Роли озвучивали
- Мария Аронова
- Марина Тябут
- Елена Лабутина
- Евгений Ткачук
- Павел Акимкин

## Музыка
- Итальянская полька — Сергей Рахманинов
- Революционный этюд №12 Оп. 10 — Фредерик Шопен

## Издание на DVD
- DVD - Сборник мультфильмов «Буревестник и др.» (дистрибьютор «Союз»)[1]

## Награды
- 2004 — 9-й Международный Московский фестиваль детского анимационного кино «Золотая рыбка»: специальный приз жюри «За самый смешной фильм»[2]
- 2005 — 10-й юбилейный Открытый Российский фестиваль анимационного кино, бывший «Таруса», ныне «Суздаль» — Диплом «За показательный урок озорства», а по итогам голосования зрителей — Приз зрительских симпатий[3]
- 2005 — XIII Фестиваль российского кино «Окно в Европу» в Выборге: по разделу анимационного кино Приз «Серебряная ладья» фильму «Буревестник» Алексея Туркуса[4]

## Отзыв критика
Алексей Туркус нарисовал свою версию горьковского «Буревестника» (студия «Аргус-фильм»). Самый смешной, оригинальный, самый зрительский фильм года. 
Туркус снял комическую пародию на хрестоматийную горьковскую песнь. Театрализованное пространство школьного класса натурально захлёбывается в волнах пафоса горьковской романтики и вранье нерадивых учеников. Даже сами классики, Пушкин с Горьким, не выдерживают, выпрыгивают из своих портретов и включаются в общую игру-фантазию.
— Лариса Малюкова «СВЕРХкино» с.319